# Cacgia
Le cacgia, ou rag-lai, est une langue malayo-polynésienne parlée au Viêt Nam. C'est une des langues de la branche des langues chamiques.
Au nombre de 3 000 (2002), ses locuteurs habitent la province de Ninh Thuan, au nord-est de Phan Rang, sur la côte.